# Idiocerus yezoensis
Idiocerus yezoensis är en insektsart som beskrevs av Matsumura 1912. Idiocerus yezoensis ingår i släktet Idiocerus och familjen dvärgstritar. Inga underarter finns listade i Catalogue of Life.